# 歌を贈ろう
「歌を贈ろう」（うたをおくろう）は竹内まりやの45作目のシングル。2024年8月28日にリリースされた。発売元はワーナーミュージック・ジャパン。
竹内にとって歌手活動45周年となる2024年に発表された最初の作品であり、オリジナル・アルバム『Precious Days』からの先行シングルにもなっている。

## 背景
表題曲「歌を贈ろう」は、生田絵梨花が主演を務めるABCテレビ・テレビ朝日系連続ドラマ『素晴らしき哉、先生!』（同年8月18日から10月6日まで放送）の主題歌として書き下ろされたミディアム・バラード。悩み傷つきながらも今日を生きる人たちへの温かなメッセージが綴られた応援歌ともいえる楽曲となっている。
生田はコーラスにも参加しており、竹内に主題歌を担当してもらえると聞いた時、光栄すぎて思わず震えてしまったという。コーラスで参加するレコーディングの前には、竹内から直筆の手紙が届いたことを明かし、「曲に込められた想いや、竹内さんからの愛情深いメッセージが綴られていました。ドラマと一緒にこの曲もたくさん愛していただけると嬉しいです」と述べている。
竹内は楽曲制作の依頼を受け、「学園ドラマの主題歌を担当するのは私にとって初めてのことで、嬉しいオファーに感謝でいっぱいです。」とした上で、「生田絵梨花さん演じる若き高校教師が背負う様々な苦労や痛みを癒してあげられるような歌を書いて贈りたいと思いました。最後にひと声、（生田演じる）笹岡先生にも加わっていただけたことによって、彼女との絆が見えてくるような優しい歌に仕上がったと思います。先生だけでなく立場の違うたくさんの人達の心をも元気づけることが出来たら、こんなに幸せなことはありません。」と楽曲への思いを綴っている。
カップリングには初音源化となるJ.D.サウザーの「The Last In Love」と、イーグルスの「New Kid In Town」の洋楽カバー2曲を収録し、さらにアサヒ生ビールのCMソングとして放送中の「元気を出して」のリマスター音源に加え、「歌を贈ろう」と「元気を出して」のオリジナル・カラオケを収録した全6トラックが収録されている。

## ミュージック・ビデオ
ドラマの主人公であり「歌を贈ろう」のコーラスにも参加している生田に、竹内サイドがミュージック・ビデオへの出演を提案したところ、生田サイドがこれを快諾し出演が決定した。映像はドラマ仕立てになっており、ストーリーは、”都会での新生活を始めたばかりの若い女性が、まだ引っ越してきたばかりで荷物は片付いていないが、大切なピアノを部屋に置くために時間を見つけては少しずつ整理している。部屋のあちこちが傷んでいるけれど、大切なピアノと一緒に暮らせると思えば、それだけで十分だった”という主人公の心境を表現したものとなっている。ピアノを奏でる生田のほか、スマートフォンの画面越しにスタジオで歌唱する竹内が登場。ビデオの後半では竹内が画面から飛び出し、生田と対面して二人で歌うシーンへと展開する。
監督は映像クリエイターでミュージックビデオ・ディレクターの竹石渉が担当した。竹石が監督を務めるのは2014年7月にリリースされた「静かな伝説」のミュージックビデオ以来、約10年ぶりとなる。
竹石は、「主人公が日常の中で感じる孤独や疲れをまりやさんの歌声が優しく癒し、支えている様子を描きました。現実の厳しさや日常の出来事を通じて、彼女の心に潜む孤独感や過去の温かい思い出を穏やかに表現しています。最後に二人の共演シーンを加えることで、音楽の癒しの力を柔らかく視覚的に伝えることを意図しています。」と述べている。

## 収録曲
| #         | タイトル                                              | 作詞                                | 作曲                                | 編曲      | 時間  |
| --------- | ----------------------------------------------------- | ----------------------------------- | ----------------------------------- | --------- | ----- |
| 1.        | 「歌を贈ろう」                                        | 竹内まりや                          | 竹内まりや                          | 山下達郎  | 4:34  |
| 2.        | 「The Last in Love」                                  | J.D.Souther, Glenn Frey             | J.D.Souther, Glenn Frey             |           | 3:35  |
| 3.        | 「New Kid in Town」                                   | J.D.Souther, Don Henley, Glenn Frey | J.D.Souther, Don Henley, Glenn Frey |           | 5:02  |
| 4.        | 「元気を出して」(2024 New Remaster)                   | 竹内まりや                          | 竹内まりや                          | 山下達郎  | 4:46  |
| 5.        | 「歌を贈ろう」(Original Karaoke)                      | -                                   | 竹内まりや                          | 山下達郎  | 4:33  |
| 6.        | 「元気を出して」(2024 New Remaster・Original Karaoke) | -                                   | 竹内まりや                          | 山下達郎  | 4:42  |
| 合計時間: | 合計時間:                                             | 合計時間:                           | 合計時間:                           | 合計時間: | 27:15 |